# Невероятный Иегудиил Хламида
«Невероятный Иегудии́л Хлами́да» — советский телевизионный художественный фильм, рассказывающий о начале творческого пути писателя Максима Горького.

## Сюжет
Приехав в провинциальный город Самару, Алексей Пешков публикует один за другим обличительные фельетоны под псевдонимом Иегудиил Хламида. Приобретает врагов, друзей, становится знаменитым литератором и уезжает в Москву.

## Создатели
- Режиссёр — Николай Лебедев
- Сценарист — Александр Гладков
- Оператор — Семён Иванов
- Композитор — Владимир Маклаков
- Текст песни — Николай Глейзаров
- Художник-постановщик — Иван Иванов
- Звукооператор — Анна Волохова

## В ролях
- Афанасий Кочетков — Максим Горький
- Александра Отморская — Катя Волжина
- Александр Граве — Николай Александрович
- Михаил Иванов — Марк Львович
- Олег Басилашвили — Костерин
- Галина Короткевич — Зинаида Васильевна
- Александр Демьяненко — Уткин
- Алексей Кожевников — Рогожин
- Нина Титова — Василиса
- Игорь Ефимов — Саша
- Владимир Волчик — эпизод
- Жанна Сухопольская — эпизод
- Николай Кузьмин — эпизод
- Павел Первушин — эпизод
- Светлана Мазовецкая — дама
- Иван Пальму — эпизод
- Иван Краско — эпизод
- Анатолий Столбов — Кузьмин
- Виктор Чайников — эпизод
- Александр Афанасьев — фабрикант
- Евгений Тетерин — эпизод